# Centre national de pharmacovigilance
Le Centre national de pharmacovigilance (arabe : المركز الوطني للحذر من نتائج إستعمال الأدوية) ou CNPV est un centre national tunisien de pharmacovigilance, créé par la loi n°84-84 et rattaché au ministère de la Santé.

## Création
Son installation est achevée après trois phases :
- Une première phase transitoire (1985-1987) ;
- une seconde phase de structuration matérielle et de fonctionnement expérimental (1987-1990) durant laquelle un directeur médical est nommé ;
- une troisième phase dite opérationnelle commençant en décembre 1990 : elle permet la mise en place des différents services et le démarrage de la gestion des dossiers de pharmacovigilance.

## Structuration
À partir de 2006, le centre est installé dans les anciens locaux administratifs de la faculté de médecine de Tunis au numéro 9 de l'avenue du docteur Zouhair Essafi à Tunis.
Il existe différents services dont :
- le service de recueil et d'analyse des effets indésirables ;
- le service de pharmacologie clinique implanté à l'hôpital Charles-Nicolle ;
- le service régional du centre à Sousse ;
- le service régional du Sud à Sfax.

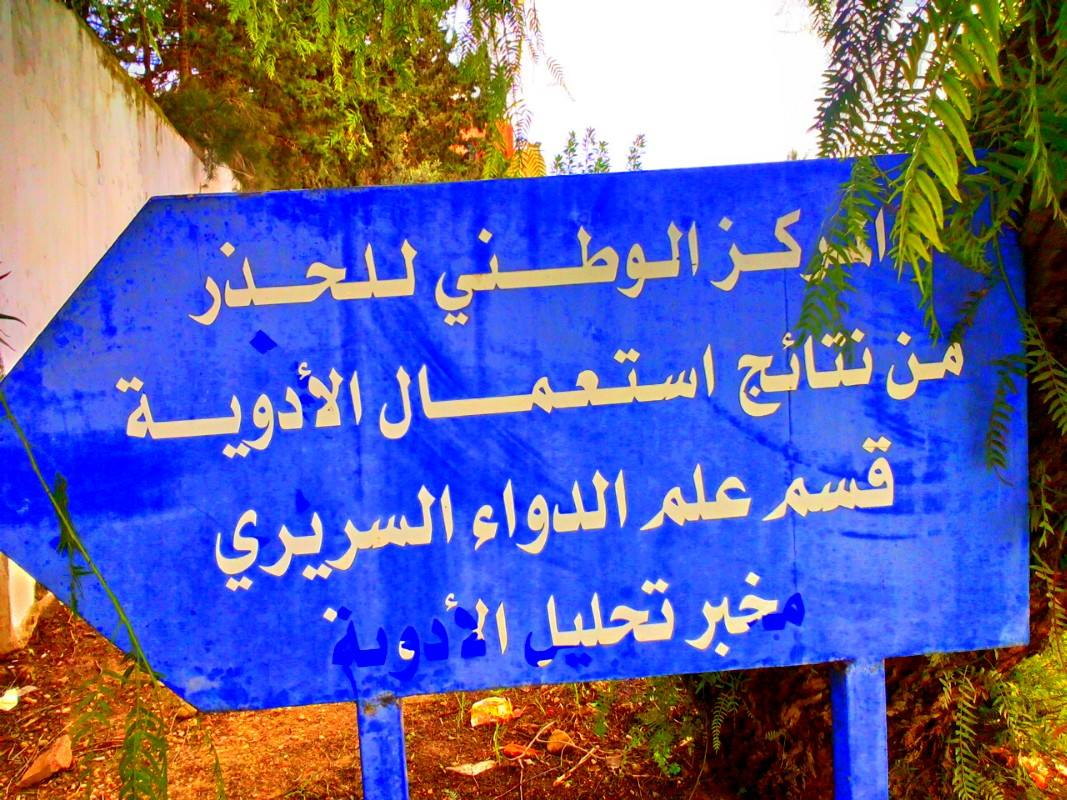
Plaque indiquant le laboratoire d'analyse des médicaments.
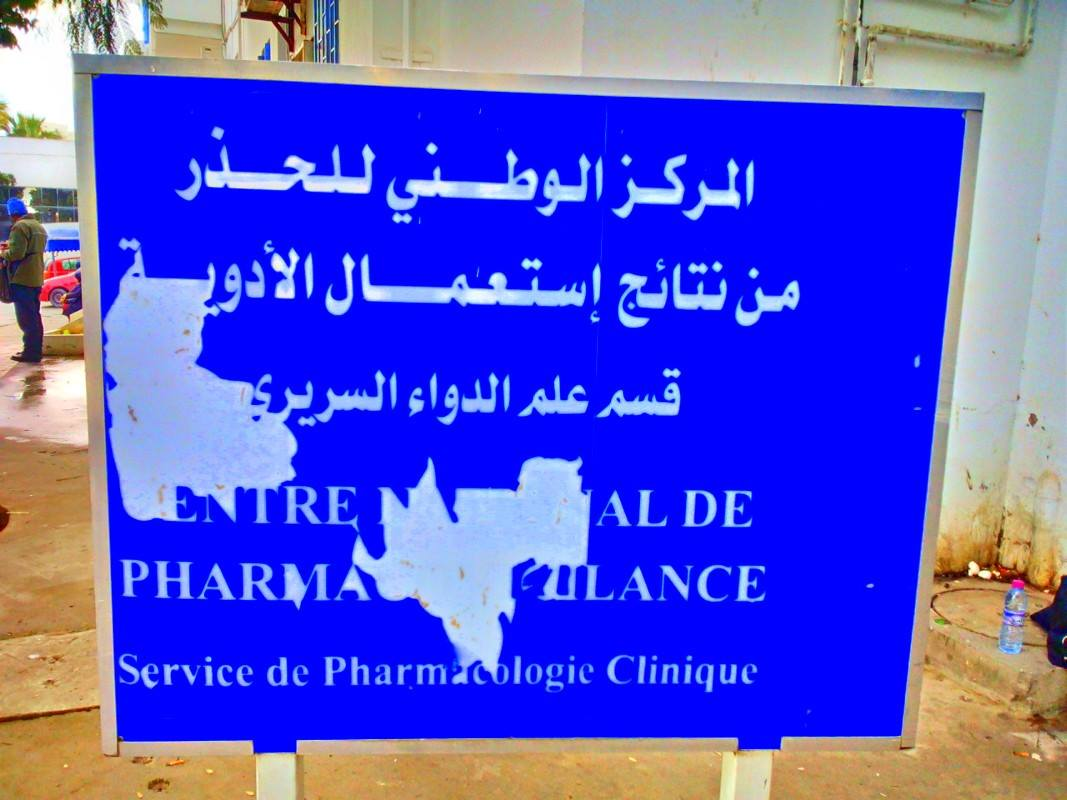
Plaque indiquant le service de pharmacologie clinique.

## Coopération
Le CNPV travaille en étroite collaboration avec les structures internationales de pharmacovigilance, notamment le Centre de pharmacovigilance (en) de l'OMS à Uppsala en Suède, qui a permis à la Tunisie de devenir le quarantième pays membre du programme de pharmacovigilance internationale de l'OMS, depuis août 1993.